# مرا بشنو: تابستان ما
مرا بشنو: تابستان ما (انگلیسی: Hear Me: Our Summer؛ کره‌ای: 청설) فیلمی درام عاشقانه محصول کره جنوبی در سال ۲۰۲۴ به کارگردانی چو سون هو است. هونگ کیونگ، رو یون سو و کیم مین جو در این فیلم ایفای نقش کردند. این اثر بازسازی فیلم کمدی رمانتیک تایوانی مرا بشنو محصول سال ۲۰۰۹ است. این فیلم در ۶ نوامبر ۲۰۲۴ اکران شد.

## بازیگران

### اصلی
- هونگ کیونگ در نقش لی یونگ جون[۲]
- رو یون سو در نقش سو یو روم[۲]
- کیم مین جو در نقش سو گا اول[۲]
- جونگ یونگ جو در نقش جو جه جین
- هیون بونگ شیک در نقش پدر یونگ جون
- جونگ هه یونگ در نقش مادر یونگ جون

## تولید
فیلم‌برداری اصلی در ژوئیه ۲۰۲۳ آغاز شد و در اکتبر ۲۰۲۳ به پایان رسید.

## انتشار
مرا بشنو: تابستان ما پیش از اکران سینمایی، برای نخستین بار در بخش «سینمای کره امروز – نمایش ویژه» در بیست و نهمین جشنواره بین‌المللی فیلم بوسان در اکتبر ۲۰۲۴ به نمایش درآمد.